# The Flying Burrito Brothers
The Flying Burrito Brothers foi uma banda de rock americana. Um dos precursores do country rock, o conjunto é mais conhecido por seu influente álbum de estréia, The Gilded Palace of Sin, de 1969. Apesar de mais lembrada por sua conexão com Gram Parsons e Chris Hillman, a banda passou por diversas mudanças em sua formação, continuando a gravar e excursionar até a década de 1990.

## Discografia

### Álbuns de estúdio
- The Gilded Palace of Sin (1969)
- Burrito Deluxe (1970)
- The Flying Burrito Bros (1971)
- Flying Again (1975)
- Airborne (1976)
- Hearts on the Line (1981)
- Sunset Sundown (1982)
- Eye of a Hurricane (1994)
- California Jukebox (1997)
- Honky Tonkin' aka Sons of the Golden West (1999)

### Álbuns ao vivo
- Last of the Red Hot Burritos (1972)
- Sin City (1976)
- Flying Burrito Brothers '76 (1976)
- From Another Time (1976)
- Close Encounters to the West Coast (1978)
- Live from Tokyo (1979)
- Hollywood Nights 1979-82 (1983)
- Cabin Fever (1985)
- Live from Europe (1986)
- Gram Parsons Archives Vol.1: Live at the Avalon Ballroom 1969 (2007)

### Coletâneas
- Close Up the Honky Tonks (1974)
- Sleepless Nights (1976)
- Farther Along: The Best of the Flying Burrito Brothers (A&M) (1988)
- Best of the Flying Burrito Brothers (Relix Records) (1995)
- Out of the Blue (1996)
- The Gilded Palace of Sin & Burrito Deluxe (A&M) (1997)
- Hot Burritos! The Flying Burrito Brothers Anthology 1969–1972 (2000)
- Sin City: The Very Best of the Flying Burrito Brothers (2002)

### Singles
| Ano  | Single                                                 | US Country | Álbum                     |
| ---- | ------------------------------------------------------ | ---------- | ------------------------- |
| 1980 | "White Line Fever"                                     | 95         | Somente no formato single |
| 1981 | "She's a Friend of a Friend"                           | 67         | Hearts on the Line        |
| 1981 | "Does She Wish She Was Single Again"                   | 20         | Hearts on the Line        |
| 1981 | "She Belongs to Everyone but Me"                       | 16         | Hearts on the Line        |
| 1982 | "If Something Should Come Between Us (Let It Be Love)" | 27         | Sunset Sundown            |
| 1982 | "Closer to You"                                        | 40         | Sunset Sundown            |
| 1982 | "I'm Drinkin' Canada Dry"                              | 39         | Sunset Sundown            |
| 1982 | "Blue and Broken Hearted Me"                           | 48         | Somente no formato single |
| 1984 | "Almost Saturday Night"                                | 49         | Somente no formato single |
| 1984 | "My Kind of Lady"                                      | 53         | Somente no formato single |